# باشگاه فوتبال کوبان ایمپریال
باشگاه فرهنگی ورزشی کوبان ایمپریال یک باشگاه فوتبال اهل گواتمالا است که در کوبان، آلتا وراپاس واقع شده است. آنها در لیگا ناسیونال، بالاترین سطح فوتبال گواتمالا، رقابت می‌کنند. آنها بازی‌های خانگی خود را در ورزشگاه وراپاس انجام می‌دهند.